# Piscu Lung
Piscu Lung – wieś w Rumunii, w okręgu Dolj, w gminie Bulzești. W 2011 roku liczyła 20 mieszkańców.